# Seleção Fijiana de Rugby Sevens Masculino
A Seleção das Fiji de rugby sevens representa Fiji nos torneios de rugby sevens. É uma das seleções mais renomadas da Oceania, seu continente, sendo a que contém mais títulos no Hong Kong Sevens, além de três vitórias na Copa do Mundo de Rugby Sevens (1997, 2005 e 2022). A equipe conquistou a medalha de ouro nos Jogos Olímpicos de Verão de 2016 no Rio de Janeiro, primeira edição em que a modalidade esteve presente, e se repetiu como campeã olímpica na edição de 2020 em Tóquio. A seleção fijiana é a única a ter vencido o Sevens Treble (Olimpíadas, a Sevens Series e Copa do Mundo), as três principais conquistas do esporte.
O time é assistido e apreciado por fãs de todo o mundo por seu estilo de jogo. Seus passes e descargas podem ser pouco ortodoxos para o treinamento tradicional de rúgbi e mais semelhantes ao estilo de basquete.

## História
O International Rugby Board (IRB) expandiu a competição de rugby sevens para uma série de onze torneios ao redor do mundo. A dívida contraída pela Fiji Rugby Union (FRU) na temporada de 2000 foi significativa. Ao final de dezembro de 2000, a FRU apresentava prejuízos acumulados de F$ 933.306. Fiji apelou ao IRB para obter financiamento, argumentando que o torneio de sevens foi construído em torno de Fiji, e eles não poderiam participar sem esse financiamento. A partir desse apelo fluiu fundos de participação que permitiram que as equipes das ilhas jogassem na Série Mundial de Rugby Sevens totalmente financiadas. No final de novembro de 2001, a FRU apresentava um superávit de F$ 560.311 em comparação com o prejuízo líquido do ano anterior de F$ 675.609.
A FRU voltou a ficar sem dinheiro em 2013 para apoiar a seleção nacional de sevens. O IRB suspendeu temporariamente o financiamento devido a preocupações com a gestão financeira e governança da entidade. O técnico principal ficou sem receber por meses, outra equipe foi demitida e o time não tinha fundos para suprimentos básicos, como bolas de rugby e garrafas de água.
Waisale Serevi é considerado o maior ídolo de rugby sevens no país. Apelidado de "maestro", jogou na seleção de 1989 a 2006, levando-os a inúmeras vitórias em torneios, incluindo as duas Copas do Mundo em 1997 e 2005.

## Desempenho

### Jogos Olímpicos

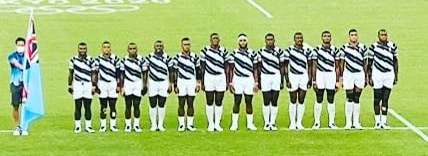
Equipe campeã nos Jogos Olímpicos de Verão de 2020 em Tóquio.

| Ano   | Resultado | Pos | J  | V  | E | D | Mais tries          |
| ----- | --------- | --- | -- | -- | - | - | ------------------- |
| 2016  | Final     | 1   | 6  | 6  | 0 | 0 | J. Tuisova (5)      |
| 2020  | Final     | 1   | 6  | 6  | 0 | 0 | Jiuta Wainiqolo (5) |
| 2024  | Final     | 2   | 6  | 5  | 0 | 1 | Joji Nasova (4)     |
| Total | 2 títulos | 2/3 | 18 | 17 | 0 | 1 |                     |

### Copa do Mundo
| Copa de Rugby Sevens | Copa de Rugby Sevens | Copa de Rugby Sevens | Copa de Rugby Sevens | Copa de Rugby Sevens | Copa de Rugby Sevens | Copa de Rugby Sevens | Copa de Rugby Sevens | Copa de Rugby Sevens | Copa de Rugby Sevens |
| Ano                  | Resultado            | Posição              | J                    | V                    | E                    | D                    | Mais tries           | Mais pontos          |                      |
| -------------------- | -------------------- | -------------------- | -------------------- | -------------------- | -------------------- | -------------------- | -------------------- | -------------------- | -------------------- |
| 1993                 | Semifinais           | 3                    | 9                    | 7                    | 2                    | 0                    |                      |                      |                      |
| 1997                 | Final                | 1                    | 7                    | 7                    | 0                    | 0                    | M. Vunibaka (12)     | W. Serevi (117)      |                      |
| 2001                 | Semifinais           | 3                    | 7                    | 6                    | 1                    | 0                    |                      |                      |                      |
| 2005                 | Final                | 1                    | 8                    | 8                    | 0                    | 0                    |                      |                      |                      |
| 2009                 | Quartas de finais    | 5                    | 4                    | 3                    | 1                    | 0                    |                      |                      |                      |
| 2013                 | Semifinais           | 3                    | 6                    | 4                    | 2                    | 0                    |                      |                      |                      |
| 2018                 | Semifinais           | 4                    | 4                    | 2                    | 2                    | 0                    |                      |                      |                      |
| 2022                 | Final                | 1                    | 4                    | 4                    | 0                    | 0                    |                      |                      |                      |
| Total                | 3 títulos            | 8/8                  | 49                   | 41                   | 8                    | 0                    | M. Vunibaka (23)     | W. Serevi (297)      |                      |

## Jogadores
A seção a seguir lista os recordes de jogadores da Série Mundial de Rugby Sevens. Os jogadores em negrito ainda estão ativos.
| Mais tries: 1. Jerry Tuwai (140) 2. Waisea Nacuqu (131) 3. Nasoni Rokobiau (125) 4. Osea Kolinisau (122) 5. Samisoni Viriviri (120) | Mais pontos: 1. Waisale Serevi (1,310) 2. Osea Kolinisau (1,272) 3. William Ryder (987) 4. Vatemo Ravouvou (981) 5. Nasoni Roko (857) |